# Riu Kicking Horse
El Kicking Horse és un riu enquadrat a les Muntanyes Rocoses canadenques al sud-est de la Colúmbia Britànica, Canadà. El riu va rebre el nom l'any 1858, quan James Hector, membre de l'Expedició Palliser, explicà que el seu cavall de càrrega li havia donat una puntada mentre explorava el riu. A resultes de l'incident Hèctor va anomenar el riu i el coll associat. El Kicking Horse Pass, que connecta a través de les Muntanyes Rocoses amb la vall del riu Bow, va ser la ruta a través de les muntanyes que posteriorment va fer el Canadian Pacific Railway quan es va construir durant la dècada de 1880. El Big Hill del ferrocarril i els túnels en espiral associats es troben a la vall de Kicking Horse i van ser necessaris per la forta velocitat de descens del riu i la seva vall.

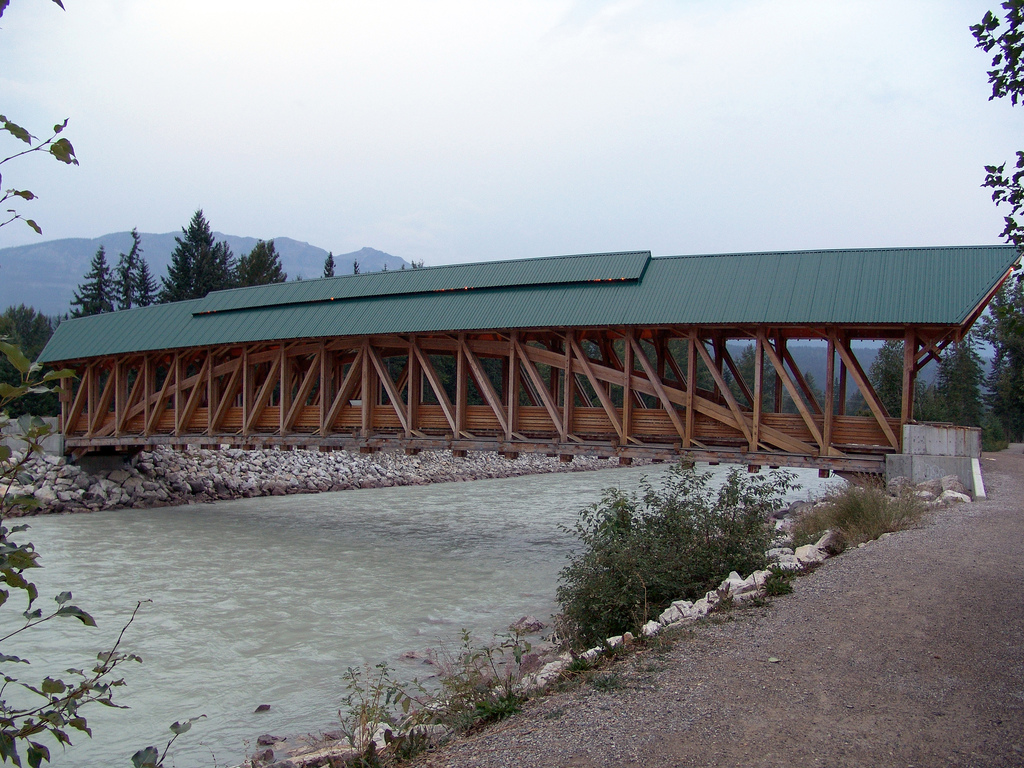
Kicking Horse Pedestrian Bridge

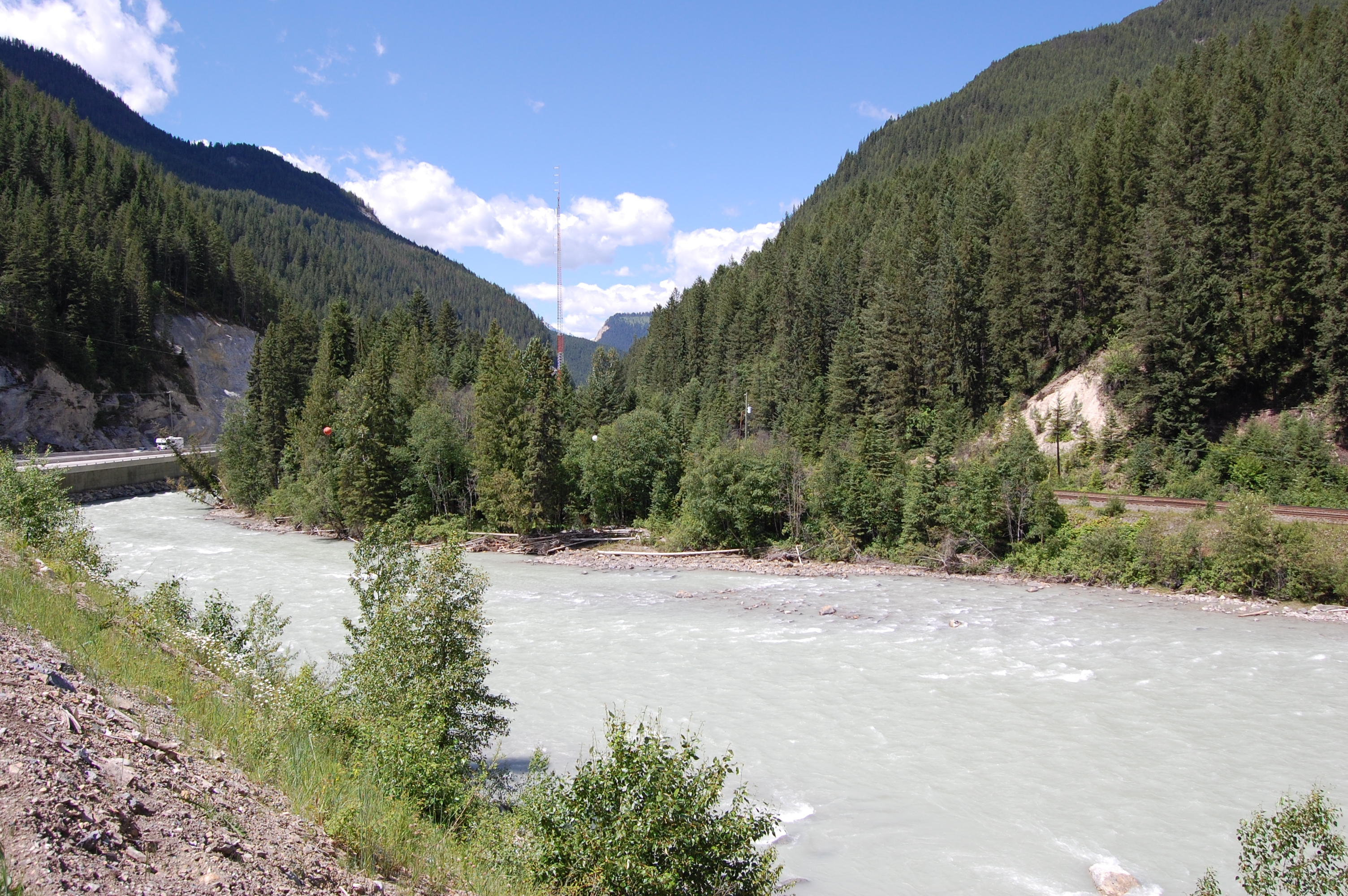
El Kicking Horse a l'àrea de descans Park Bridge. L'autopista transcanadenca, CPR mainline a la dreta

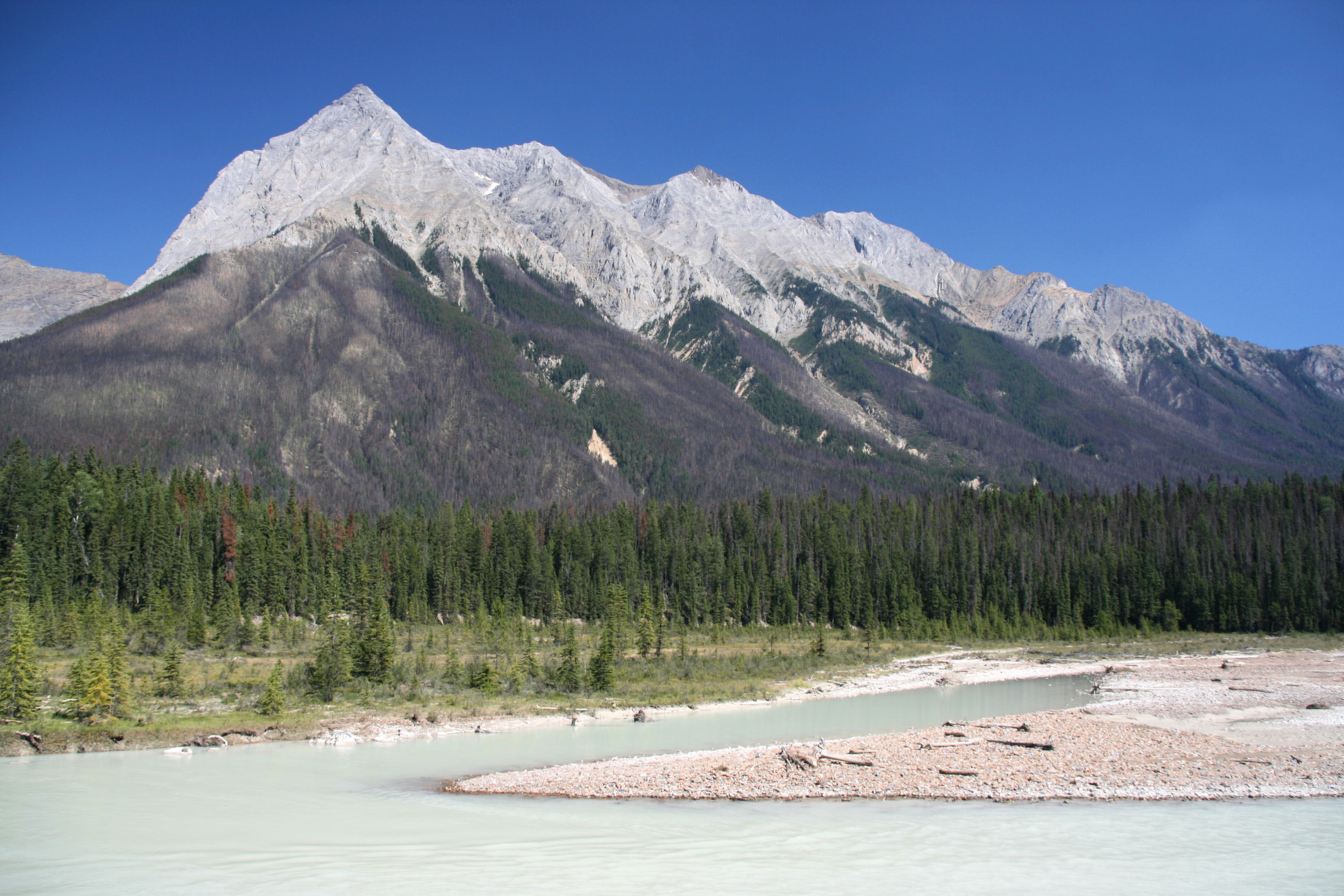
Kicking Horse als peus del Chancellor Peak

El Kicking Horse Pedestrian Bridge a Golden és el pont de fusta cobert més llarg del Canadà. Planejat com un projecte comunitari pel Gremi de Armadors de Fusta, als voluntaris locals es van unir fusters i fusters del Canadà, els Estats Units i Europa. L'estructura del pont mesura 150 peus (46 m) de llargada, de 210,000-lliura (95,000 kg) de pes. El pont es va acabar el setembre del 2001.

## Curs
L'autopista transcanadenca travessa el riu en diversos punts des del Parc Nacional de Yoho fins a Golden, Colúmbia Britànica. El riu és travessat pel nou pont del parc. Kicking Horse Mountain Resort, anomenat així pel riu i el pas, es troba a la serralada Dogtooth de les muntanyes Purcell, al costat oest de la ciutat de Golden.

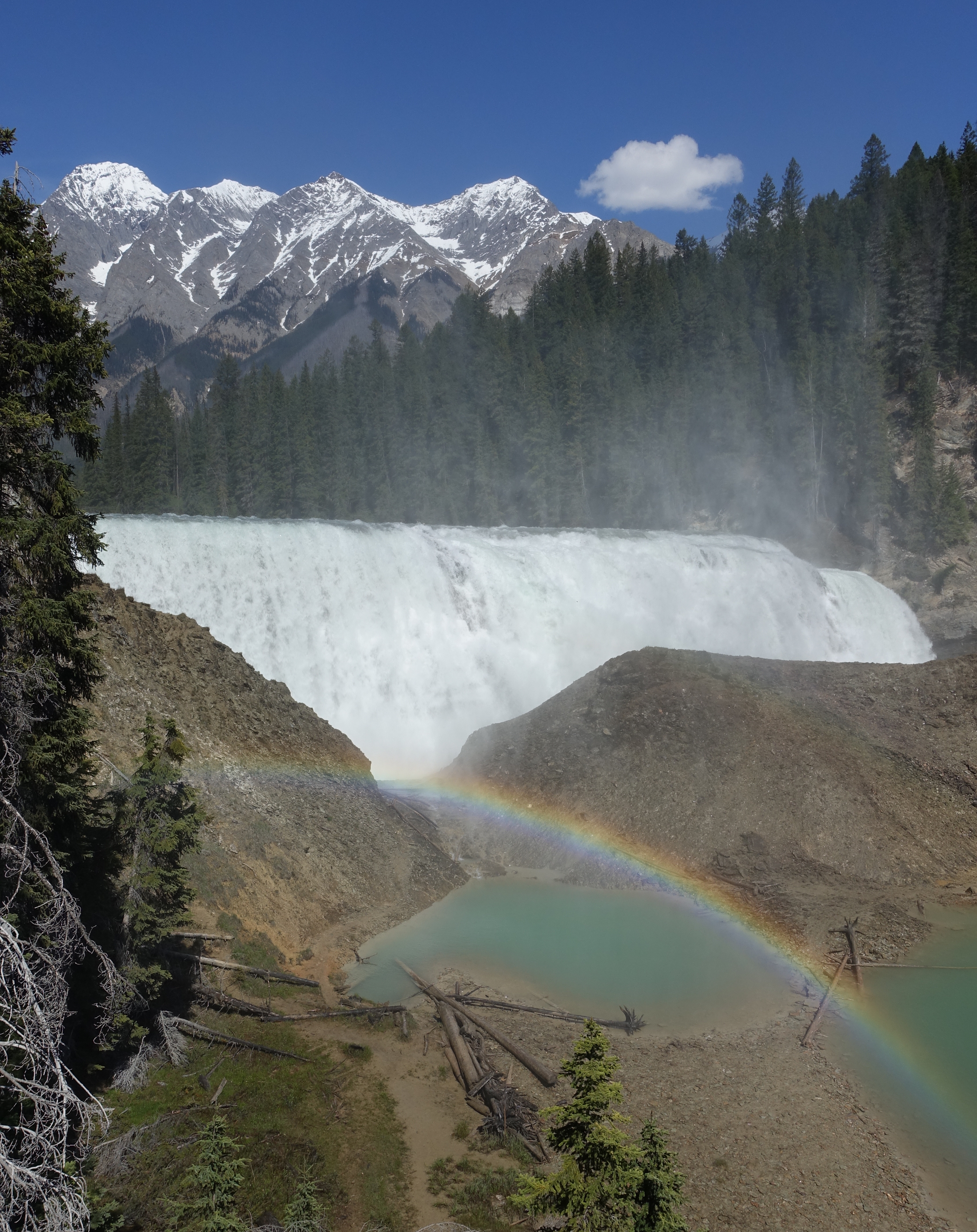
Cascades Wapta al riu Kicking Horse

El riu Kicking Horse s'inicia a la sortida del petit llac Wapta i flueix cap al sud-oest. Rep el riu Yoho aigües amunt de Field. El riu segueix fluint cap al sud-oest fins després de caure per les cascades Wapta, quan gira i desemboca al nord-oest al riu Columbia a Golden.
El riu té tres cascades al llarg del seu tram. La primera és la cascada Kicking Horse, una llarga cascada de tartera que cau just a sota del primer encreuament d'autopista del riu sota el llac Wapta. El segon és el Natural Bridge Falls prop de Field. La darrera i major és 100-peu (30 m) Cascades Wapta, una de les cascades més grans del Canadà tant en volum com en amplada. Són més de 500 peus (150 m) d'amplària.

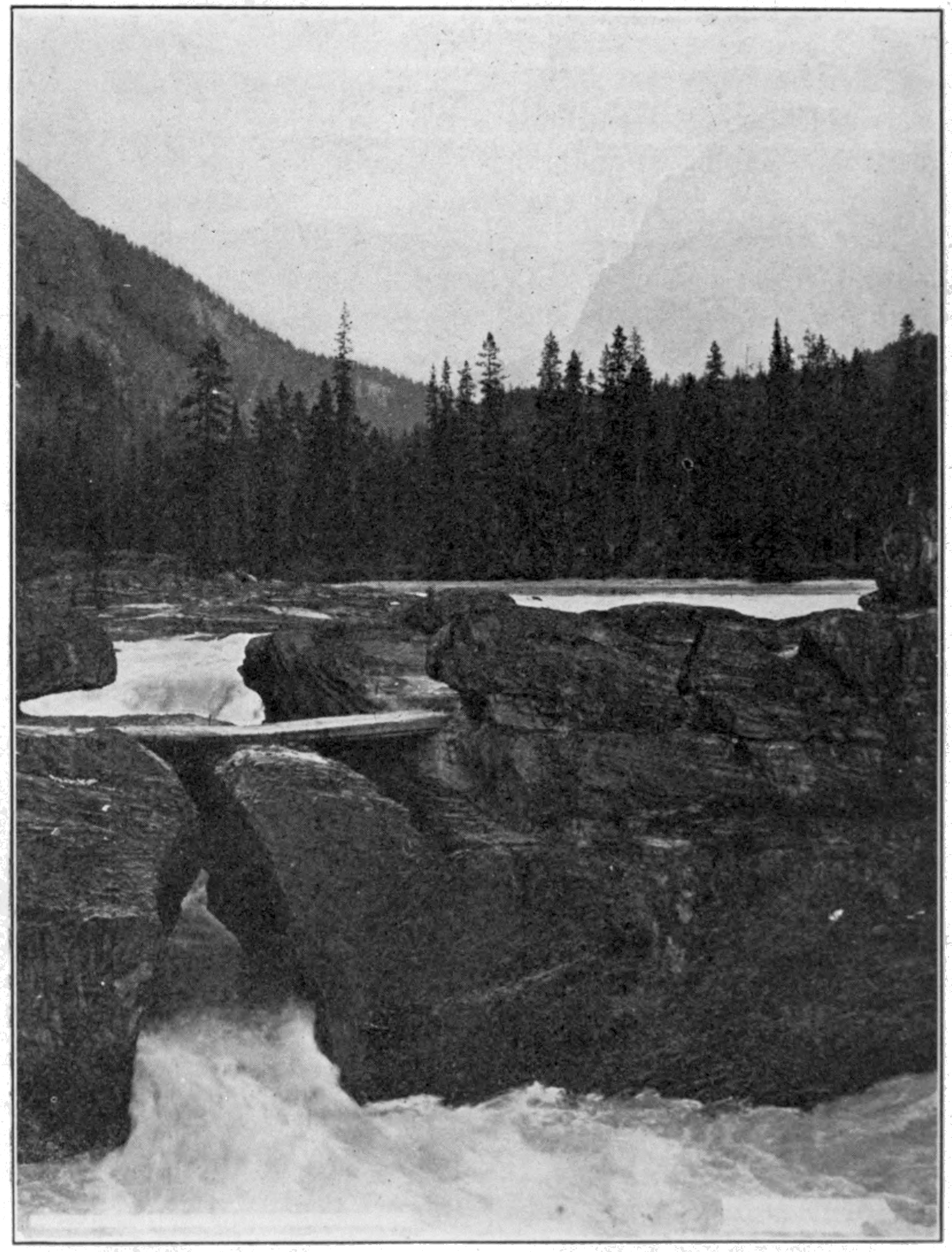
Pont natural sobre el riu Kicking Horse

## Descarrilament del 2019
El 4 de febrer de 2019, un tren de mercaderies del Canadian Pacific Railway amb 112 cotxes i 3 locomotores va descarrilar prop del Big Hill del Kicking Horse Pass. El tren caigué al riu i morint-hi tres tripulants.